# Mistrzostwa Europy w Lekkoatletyce 1950 – dziesięciobój mężczyzn

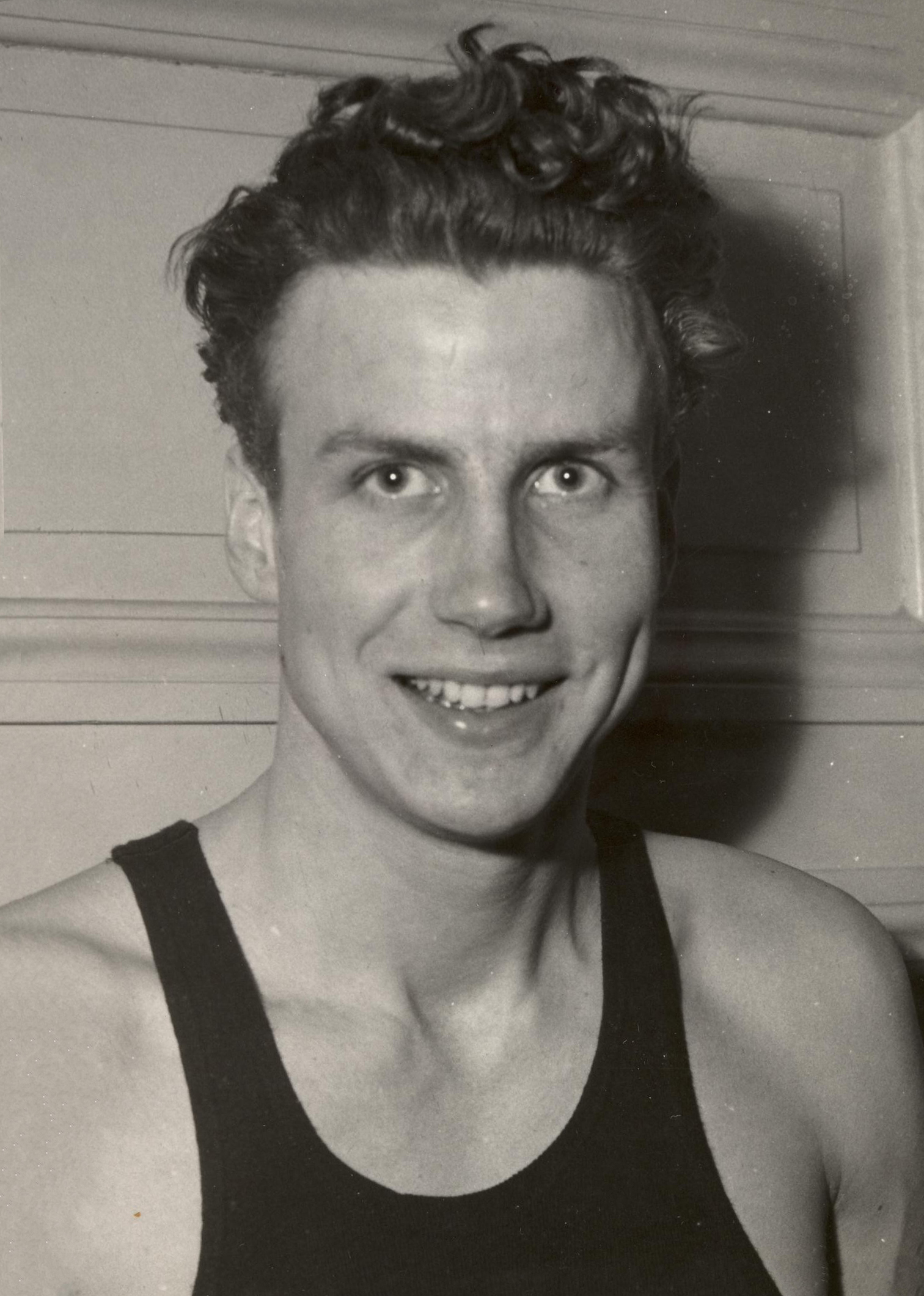
Kjell Tånnander

Dziesięciobój mężczyzn był jedną z konkurencji rozgrywanych podczas IV Mistrzostw Europy w Brukseli. Został rozegrany 24 i 25 sierpnia 1950 roku. Zwycięzcą tej konkurencji został Francuz Ignace Heinrich. W rywalizacji wzięło udział piętnastu zawodników z dziesięciu reprezentacji.

## Rekordy
| Rekord świata     | Bob Mathias (USA)           | 7287 (8042)    | Tulare, Stany Zjednoczone | 29-30.06.1950 |
| Rekord Europy     | Hans-Heinrich Sievert (GER) | 7147 (8790,46) | Hamburg, Niemcy           | 07-08.07.1934 |
| Rekord mistrzostw | Olle Bexell (SWE)           | 6687 (7214)    | Paryż, Francja            | 04-05.09.1938 |

## Wyniki
| Poz. | Zawodnik         | Punkty         | 100    | W dal  | Kula    | Wzwyż  | 400    | 110 ppł | Dysk    | Tyczka | Oszczep | 1500   |
| ---- | ---------------- | -------------- | ------ | ------ | ------- | ------ | ------ | ------- | ------- | ------ | ------- | ------ |
| 1    | Ignace Heinrich  | 6827 (7364) CR | 11,3 s | 6,84 m | 13,14 m | 1,80 m | 52,2 s | 15,3 s  | 41,44 m | 3,80 m | 53,31 m | 4:50,6 |
| 2    | Örn Clausen      | 6819 (7297)    | 10,9 s | 7,09 m | 13,17 m | 1,80 m | 49,8 s | 15,1 s  | 36,21 m | 3,40 m | 47,96 m | 4:49,8 |
| 3    | Kjell Tånnander  | 6664 (7175)    | 11,3 s | 6,87 m | 13,54 m | 1,86 m | 53,1 s | 16,0 s  | 41,00 m | 3,70 m | 50,00 m | 4:57,8 |
| 4    | Göran Widenfelt  | 6566 (7005)    | 11,5 s | 6,65 m | 12,29 m | 1,96 m | 52,9 s | 16,4 s  | 36,20 m | 3,60 m | 50,41 m | 4:36,0 |
| 5    | Armin Scheurer   | 6460 (6944)    | 11,9 s | 6,83 m | 12,00 m | 1,80 m | 53,9 s | 16,3 s  | 37,04 m | 4,30 m | 53,26 m | 4:57,6 |
| 6    | Władimir Wołkow  | 6498 (6869)    | 11,2 s | 6,61 m | 12,28 m | 1,65 m | 50,8 s | 16,3 s  | 36,43 m | 3,50 m | 54,78 m | 4:36,2 |
| 7    | Edward Adamczyk  | 6447 (6861)    | 11,5 s | 6,95 m | 12,56 m | 1,70 m | 51,7 s | 16,1 s  | 37,94 m | 3,70 m | 46,68 m | 4:56,8 |
| 8    | Miloslav Moravec | 6482 (6824)    | 11,3 s | 6,82 m | 11,76 m | 1,75 m | 50,8 s | 16,2 s  | 36,11 m | 3,30 m | 52,77 m | 4:39,0 |
| 9    | Wiktor Jewlew    | 6347 (6732)    | 11,9 s | 6,74 m | 12,30 m | 1,80 m | 54,7 s | 16,5 s  | 34,95 m | 3,60 m | 59,75 m | 4:44,0 |
| 10   | Pierre Sprecher  | 6107 (6394)    | 11,8 s | 6,20 m | 12,20 m | 1,60 m | 51,4 s | 16,4 s  | 38,77 m | 3,30 m | 52,81 m | 4:46,0 |
| 11   | Geoff Elliott    | 5900 (6237)    | 11,3 s | 6,25 m | 10,72 m | 1,80 m | 54,2 s | 16,6 s  | 39,03 m | 3,80 m | 37,10 m | 5:13,4 |
| 12   | Davorin Marčelja | 5934 (6201)    | 12,0 s | 6,28 m | 12,40 m | 1,60 m | 53,4 s | 17,3 s  | 36,73 m | 3,60 m | 54,96 m | 4:55,0 |
| 13   | Oto Rebula       | 5630 (6030)    | 11,6 s | 6,10 m | 11,97 m | 1,65 m | 56,0 s | 16,4 s  | 37,68 m | 3,30 m | 41,70 m | 5:11,0 |
| 14   | John van Mullem  | 5081 (5236)    | 12,1 s | 6,25 m | 10,57 m | 1,75 m | 56,2 s | 17,4 s  | 28,40 m | 3,40 m | 34,30 m | 5:31,0 |
| –    | Albert Dayer     | DNF            | 12,0 s | 5,65 m | 11,94 m | –      | –      | –       | –       | –      | –       | –      |